# 食べる女 (映画)
『食べる女』（たべるおんな）は、2018年9月21日に公開された、女たちの食と生き方をテーマにした日本の映画。製作は東映。

## 概要
筒井ともみの短編小説集『食べる女』『続・食べる女』（共に新潮文庫）を原作として、筒井自身の企画・脚本により製作された映画である。テーマは「食べる」と「セックス」。年齢も職業も性格も違う8人の女たちの、食と恋にまつわる個性ある生き方をコミカルに描きだしたストーリーである。敦子役で主演の小泉今日子は、同じ女性でありながら食と性に対する価値観が自分とこんなにも違う人たちがいる、ということに興味を持ったと言っている。週末の興行収入ランキングでは、初登場は圏外だった。

## キャスト
- 餅月敦子 - 小泉今日子
- 小麦田圭子 - 沢尻エリカ
- 白子多実子 - 前田敦子
- 本津あかり - 広瀬アリス
- 茄子田珠美 - 山田優
- 米坂ツヤコ - 壇蜜
- 豆乃・リサ・マチルダ - シャーロット・ケイト・フォックス
- 鴨舌美冬 - 鈴木京香
- タナベ - ユースケ・サンタマリア
- 豆乃修治 - 池内博之
- 白石 - 勝地涼
- 友太 - 小池徹平
- 矢々田 - 笠原秀幸
- シノザキ - 間宮祥太朗
- 哲太 - 遠藤史也
- 米坂トキヲ - RYO
- お客さん - PANTA
- 淳 - 真木蔵人
- 由有羅 - 宇田琴音
- ミドリ - 鈴木優菜

## スタッフ
- 企画・原作・脚本 - 筒井ともみ『食べる女 決定版』（新潮文庫刊）
- 監督 - 生野慈朗
- 音楽 - 富貴晴美
- 主題歌 - Leola「Kissing」（ソニー・ミュージックアソシエイテッドレコーズ）
- 製作 - 村松秀信、久保忠佳、瀬井哲也、木下直哉、宮崎伸夫、関佳裕、有馬一昭
- プロデュース - 筒井ともみ、片岡公生
- エグゼクティブプロデューサー - 大跡一郎、中馬啓介
- プロデューサー - 宮田昌広、柳迫成彦、片岡公生、小林勝絵
- 撮影 - 柳島克己
- 照明 - 根本伸一
- 録音 - 長島慎介
- 美術 - 仲前智治
- スタイリスト - 西留由起子
- ヘアメイク - 那須野詞
- 編集 - 並木加代
- VFX - 長谷川靖
- 装飾 - 須坂文昭
- 記録 - 目黒亜希子
- ミュージックエディター - 小西善行
- 助監督 - 山口晃二
- 制作担当 - 増子美和
- 宣伝プロデューサー - 高橋由佳
- 宣伝協力 - 「スナックdeカラオケnavi」実行委員会
- 配給 - 東映
- プロダクション - モロトフカクテル、スリーパーエージェント
- 制作協力 - ギャンビット
- 製作 - 「食べる女」倶楽部（東映、ギャンビット、VAP、相模ゴム工業、木下グループ、朝日新聞社、KHキャピタル、LDH JAPAN、イオンエンターテイメント）